# Thé en Inde

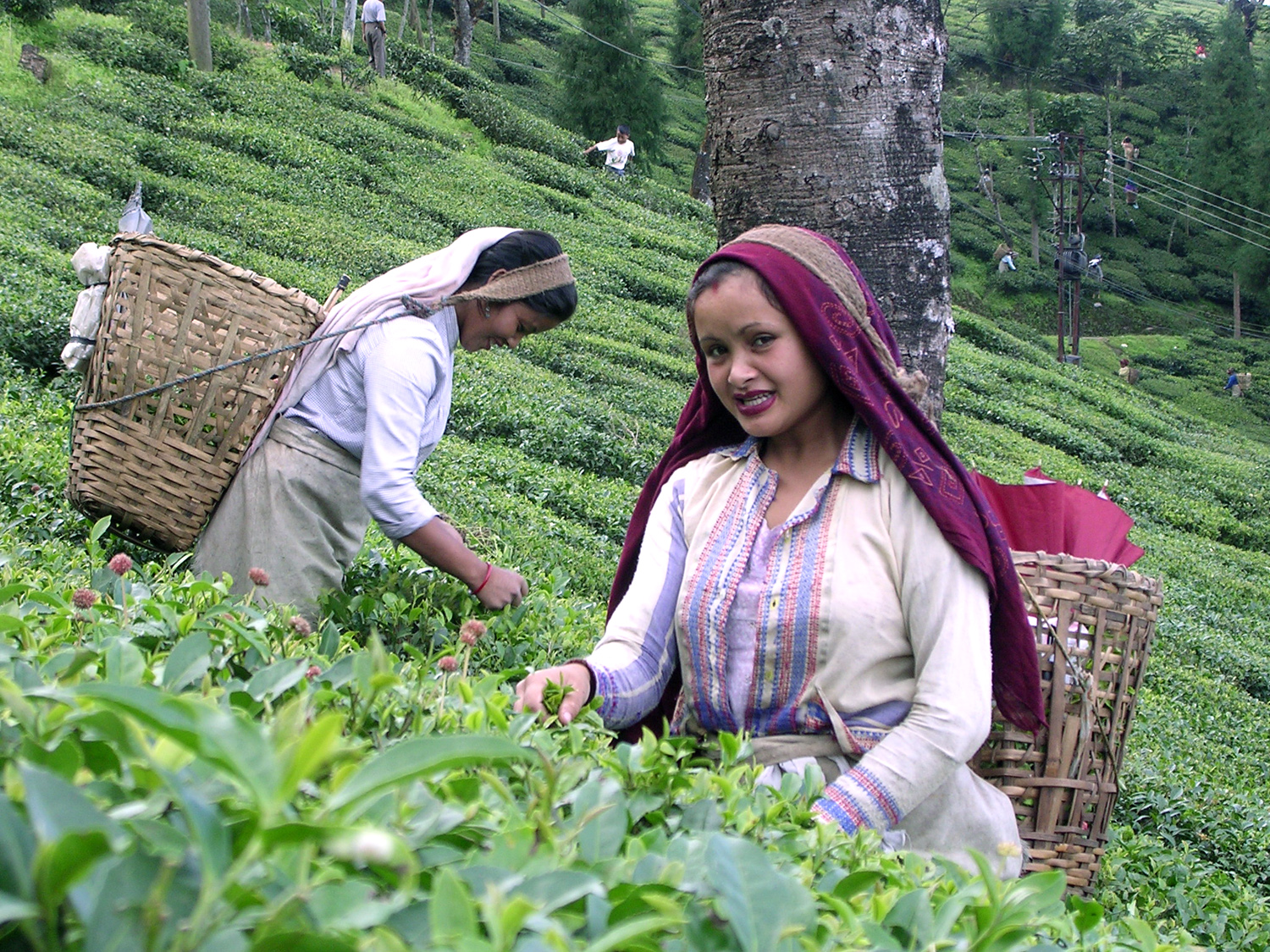
Des femmes récoltant du thé Darjeeling.

Le thé en Inde est important à la fois parce que le pays est l'un des plus grands producteurs au monde et parce que ses habitants consomment du thé quotidiennement.
Les trois grandes régions productrices de thé en Inde sont Darjeeling, Assam et Nilgiris. Le thé Darjeeling a un fort arôme et une couleur jaune ou brune après infusion. Le thé Assam est connu pour son goût prononcé et sa couleur sombre, et le thé Nilgiri est sombre et plus intense. Assam produit la plus grande quantité de thé en Inde.
La marque Tetley, anciennement la plus importante marque britannique, appartient aujourd'hui à la société indienne Tata Tea (en) Limited.

## Histoire

### L'Inde, pays producteur de thé
Vers 1774, Warren Hastings envoie des graines de plants chinois à George Bogle, à l’époque émissaire britannique au Bhoutan, mais l’expérience se solde par un échec.
En 1776, Joseph Banks formule une recommandation au gouvernement britannique de faire pousser du thé en Inde.
En 1780, Robert Kyd tente la culture du thé en Inde, utilisant des nouvelles graines chinoises. Quelques décennies plus tard, Robert Bruce découvre des théiers sauvages poussant dans des vallées le long du Brahmapoutre. Les colons britanniques remarquent que les théiers aux feuilles les plus épaisses poussent en Assam et en font une zone de culture privilégiée. Les graines chinoises, cependant, ne parviennent pas à bien pousser : les Anglais commencent alors à utiliser des graines indiennes pour une meilleure qualité,.
Le premier arrivage de thé indien, cultivé en Assam à partir de graines chinoises, est envoyé en Angleterre en mai 1823. Le Major Robert Bruce découvre en Assam une espèce indigène de théier. Dès cette époque, le thé est cultivé par les tribus des collines de la région de Singphos, au Nord-Est de l'Assam. Il est produit selon la méthode birmane, qui consiste à faire fermenter les feuilles. Découvrant cela, le frère de Bruce lance une flotte de canonnières de l'East India contre les Birmans, qui doivent céder la région à l'East India Company en 1826. Les frères Bruce rencontrent cependant beaucoup de problèmes sur le plan de la main-d'œuvre qu'ils emploient : ils recrutent les ouvriers à Singapour, relais principal du commerce du thé en dehors de la Chine, mais les locaux fument de l'opium et refusent que leurs femmes travaillent sur les plantations. En 1838, les douze premières boîtes de thé cultivé à partir de graines indiennes sont envoyées à Londres.
En 1833, une loi britannique met fin au monopole de la Compagnie britannique des Indes orientales, qui contrôle toujours l'Inde administrativement, sur les importations cantonaises. L'objectif de la Compagnie devient de pallier la perte de son monopole commercial sur le thé en trouvant des façons de cultiver le thé en Inde.
Lord William Bentinck fonde un Comité du thé en Inde le premier février 1834. Il comprend sept agents de la Compagnie des Indes orientales, trois marchands de Calcutta et deux notables indiens. La tâche du Comité est d'évaluer les possibilités de plantation, d'exploitation et de commercialisation du thé en Inde.
Le 10 janvier 1839, la première vente aux enchères de thé d'Assam est réalisée à Londres. La société pour la production du thé du Bengale est créée à Calcutta en février 1839. Elle a pour objectif d'acheter la plantation des Bruce depuis devenue celle de l'East India Company, et de cultiver le théier pour en envoyer la production en Angleterre. Les Anglais investissent massivement dedans, espérant qu'elle pourra produire des quantités concurrentes de celles de la Chine, avec laquelle les incidents se multiplient, annonçant la guerre de l'opium. En juin 1839, la première réunion du Conseil de la société du Bengale a lieu. Il y est confirmé l'abondance des plants indigènes et l'abondance de vivres, mais il est aussi établi qu'il faudra faire venir des travailleurs d'autres régions pour éviter les problèmes rencontrés par les Bruce. La même année, le Conseil décide de se renommer en Société de l'Assam.
En septembre 1841, cependant, les difficultés se multiplient. Un rapport met l'accent sur ces obstacles, à commencer par la main-d'œuvre : avant de passer sous domination anglaise, l'Assam a été presque dépeuplé et les travailleurs chinois recrutés à Singapour ne sont absolument pas formés à la cueillette du thé. Certains sont arrêtés à la suite de querelles avec les natifs locaux, d'autres refusent de travailler et sont expulsés, et enfin, le choléra sévit. Au-delà de la main d'œuvre, l'environnement dans son ensemble constitue aussi un obstacle : les plants de thé sont disséminés dans une jungle de hautes herbes et une forêt très dense, et en l'absence de route, il est difficile de transporter le thé à dos d'éléphant. Malgré les conditions de culture, la production de 1841 s'élève à près de 15 tonnes de thé. Le premier profit est réalisé en 1848, le premier dividende versé aux actionnaires en 1852. En 1859, la Jorehaut Tea Company est créée pour faire concurrence à la Société de l'Assam.
En 1841, les premiers théiers sont introduits dans la région de Darjeeling par le surintendant Campbell. Le stade expérimental se termine en 1854, et la Darjeeling Tea Company voit le jour en 1856, avec quatre plantations. En 1866, la production de la compagnie est de 225 tonnes dans ce secteur. En 1874, la région produit à elle seule 1 760 tonnes de thé par an. La main-d'œuvre est plus facile à se procurer à Darjeeling qu'en Assam : les coolies viennent facilement du Népal et des autres régions voisines, contrairement à l'Assam où il faut faire venir les travailleurs sur une distance de plus de mille kilomètres, avec un taux de mortalité très élevé.
Au début des années 1860, la production de thé en Assam est financée essentiellement par la spéculation : en 1870, Edward Money, un des dirigeants de la Compagnie de l'Assam, condamne la « Tea-Mania » qui emballe l'économie du thé au Bengale sans connaissance du terrain. Les plantations sont en effet achetées huit à dix fois leur valeur pour la spéculation, et de nouvelles plantations sont ouvertes dans des lieux hostiles voire complètement inexploitables, sans connaissance technique. Les sociétés de plantations sont créées à tour de bras, sans main-d'œuvre pour y cultiver le thé. En 1865-1866, la crise commence. Une grande quantité de thé de mauvaise qualité s'est mal vendue et les sociétés n'arrivent pas à couvrir leurs frais. Toutes les compagnies sont touchées, même les plus anciennes et reconnues : la Jorehaut Tea Company doit abandonner 25 hectares en 1867.
Vers 1869, les planteurs se décident à faire remonter les prix du thé en améliorant sa qualité. En 1875, l'Inde a amélioré sa qualité et sa quantité de thé produit : elle livre près de 12 000 tonnes de thé sur le marché britannique. Jusqu'à la fin du siècle, la production indienne chasse progressivement le thé chinois du marché anglais. En 1870, l’Inde exporte 6 700 tonnes de thé par an, et en 1885, elle exporte 35 274 tonnes de thé par an.
En 1880, la production de l'Inde du Nord s'élève à 21 500 tonnes, dont 17 000 tonnes de l'Assam et 3 200 tonnes du Bengale occidental. Le marché reste presque exclusivement britannique : l'Australie préfère acheter en Chine, comme les Américains. Les thés de Darjeeling sont relativement rares, mais reconnus comme de très haute qualité, entre autres parce qu'ils n'ont pas été touchés par la spéculation. Enfin, le thé de Ceylan, où les premiers plants ont été installés dans les années 1870, commence à très bien se vendre sur plusieurs marchés et est exploité par l'entreprise Lipton. En 1881, l’Indian Tea Association (en) naît. En 1895, l’United Planters Association of Southern India naît.
En 1887, Ceylan et l'Inde vendent respectivement 10 000 tonnes et 43 000 tonnes et dépassent les ventes de la Chine, qui sont à cette date de 40 000 tonnes. Le prix du thé a tendance à stagner, mais les planteurs réduisent le coût en installant des machines et en engageant une main-d'œuvre plus experte.

### De producteurs à consommateurs

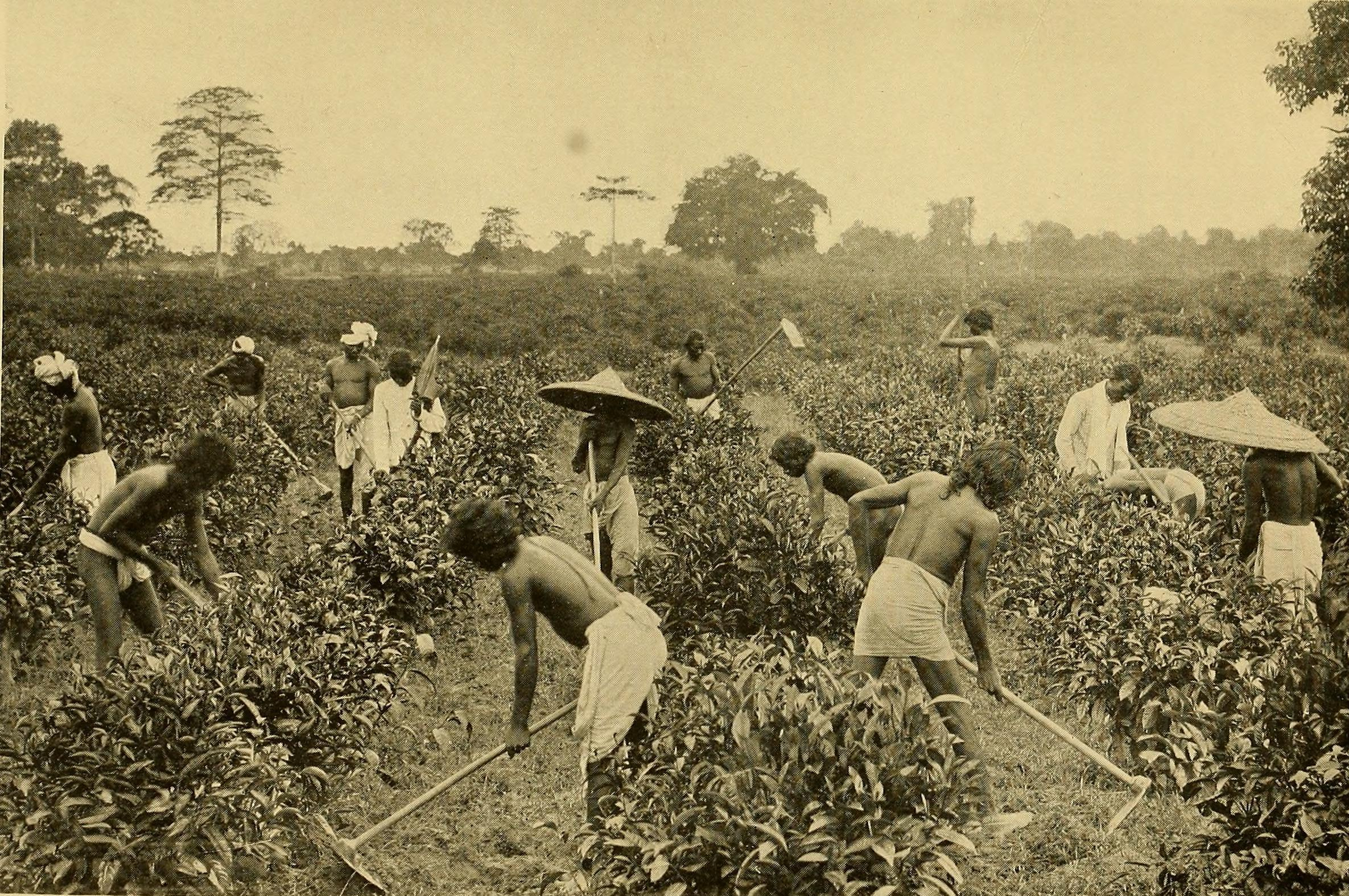
Entretien d'une plantation de théiers d'Assam en 1913

Au début du vingtième siècle, Assam est la plus grande région de production de thé dans le monde.
Lors de l'exposition coloniale de Londres en 1886, une tea room indienne est mise en place par l'Association du thé de l'Inde et l'Association des producteurs, et chaque plantation est invitée à fournir des échantillons pour dégustation par les visiteurs venus du monde entier. En 1993, c'est à l'Exposition de Chicago où un pavillon du Bengale et de l'Assam inclut une riche galerie de thé. Le marché américain des thés indiens et de Ceylan s'étend, mais reste loin des quantités importées de Chine, en particulier parce que les Américains préfèrent les thés verts, qui n'existent qu'en Chine et au Japon.
Au début du XXe siècle, l'Inde ne consomme encore que moins de 5 % de sa production. En 1914, l'Inde est le premier fournisseur européen de thé, et de très loin, mais la consommation y est encore faible. Pour les classes supérieures, il s'agit de montrer son appartenance du monde occidental, qui envoie ses enfants dans les universités anglaises et joue au polo et au cricket. Les classes populaires ne boivent pas encore de thé, quant à elles. Dans les années 1930, malgré les efforts de promotion de la Commission pour l'expansion du marché indien, la consommation reste limitée aux grandes villes, où les populations ont été éduquées à l'anglaise. Avant la Seconde Guerre mondiale, le thé arrive dans les petites villes par le biais des marchés, des gares et des écoles. Enfin, le thé commence à être consommé en campagne seulement à la fin du vingtième siècle.

### Le thé après l’indépendance
En mars 1957, Nehru et son ministre du Commerce Shri Morarji Desai refusent la nationalisation du commerce du thé. Ils soutiennent tout de même le développement des ventes aux enchères historiques à Calcutta et Cochin.

## Consommation

### Préparation
Il est souvent servi comme masala chai avec du lait, du sucre et les épices comme du gingembre, de la cardamome, du poivre noir et de la cannelle. L'essentiel du thé consommé est du thé noir indien, de la variété dite « CCT ». Habituellement, les feuilles de thé sont bouillies dans de l'eau pour faire le thé, puis du lait est ajouté.

### Consommation dans la rue

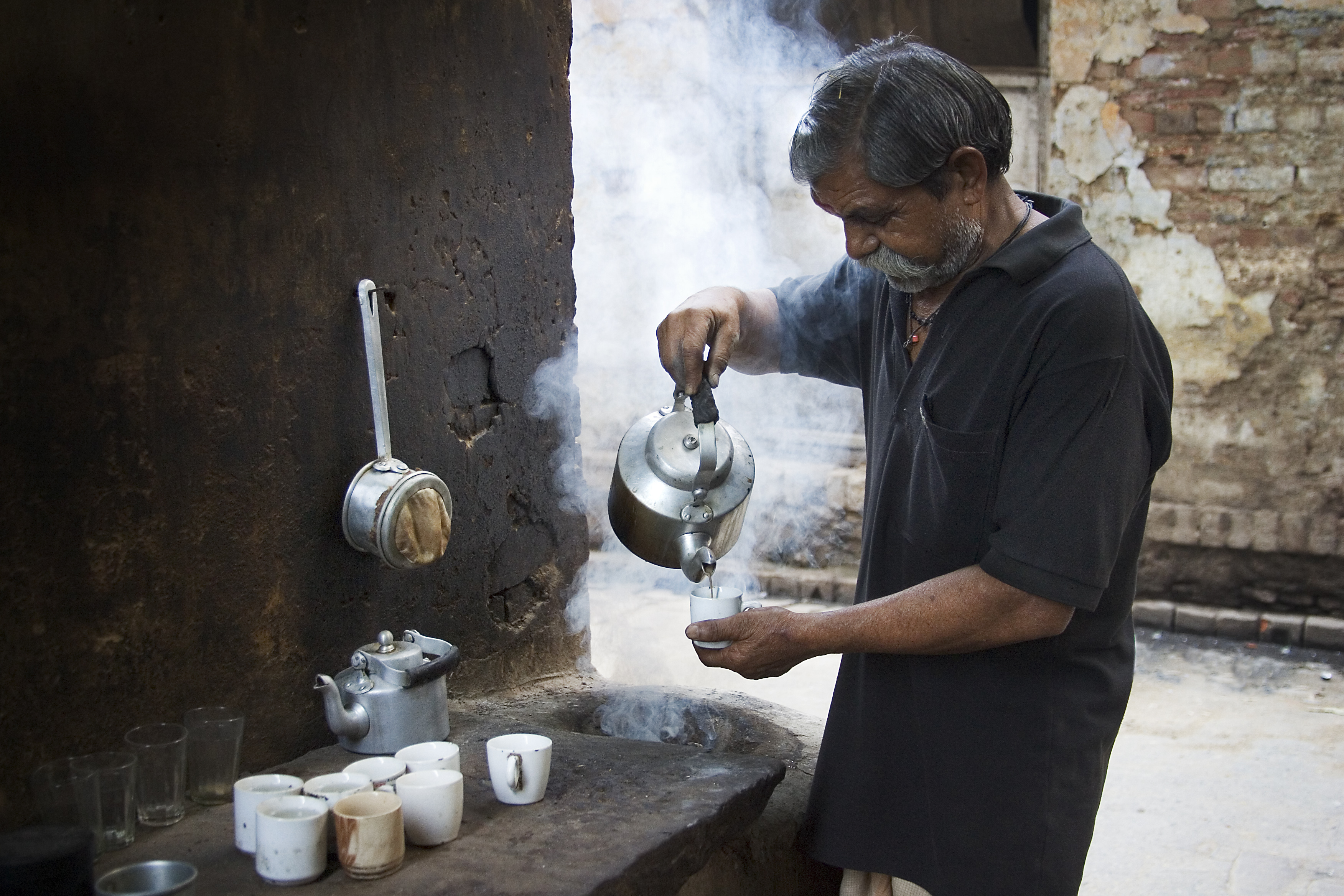
Un chai wallah à Varanasi versant une tasse de thé.

Offrir du thé aux visiteurs est une norme culturelle dans les maisons, les bureaux et les entreprises indiennes. Le thé est souvent consommé dans des petits stands de bord de route, où il est préparé par des artisans appelés « chai wallahs ».

## Représentations dans la culture

### Place dans la politique du pays
Le 21 avril 2012, le vice-Président de la Commission de Planification, Montek Singh Ahluwalia, déclare que le thé sera proclamé boisson nationale en avril 2013,. Le premier ministre d'Assam, Tarun Gogoi, ajoute qu'une loi spéciale pour assurer le développement de l'industrie du thé est en cours de préparation. En mai 2013, le ministère du Commerce annule ces deux annonces, de peur de perturber la concurrence de l'industrie du café.